# László Csatáry
László Csizsik-Csatáry (Mány, 4 maart 1915 – Boedapest, 10 augustus 2013) was een van nazioorlogsmisdaden beschuldigde Hongaar die in 1948 bij verstek ter dood veroordeeld werd in Tsjecho-Slowakije. In april 2012 werd zijn naam toegevoegd aan de lijst van meest gezochte nazioorlogsmisdadigers van het Simon Wiesenthalcentrum.
In 1944 was Csatáry politiecommandant in de Hongaarse stad Kassa (nu Košice in Slowakije). Hier zou hij betrokken geweest zijn bij de deportatie van ongeveer 15.700 Joden naar het in Polen gelegen concentratiekamp Auschwitz. Hij wordt er ook van verdacht zijn gezag opvallend wreed te hebben uitgevoerd. Hij werd in 1948 bij verstek veroordeeld voor oorlogsmisdaden in Tsjecho-Slowakije en ter dood veroordeeld. Het ministerie van Justitie in het in 1993 onafhankelijk geworden Slowakije zette dit om in een levenslange gevangenisstraf.
Hij vluchtte in 1949 naar Canada waar hij beweerde een Joegoslavische nationaliteit te hebben. Hij vestigde zich in Montreal als kunsthandelaar en verkreeg in 1955 het Canadees staatsburgerschap. In 1997 werd zijn staatsburgerschap ingetrokken door de Canadese regering omdat hij had gelogen bij zijn aanvraag. Twee maanden later vluchtte hij uit het land.
In 2012 werd Csatáry door een tip van het Simon Wiesenthalcentrum gevonden in de Hongaarse hoofdstad Boedapest. Journalisten van het Britse dagblad The Sun vonden zijn adres. Op 18 juli 2012 werd hij voor verhoor aangehouden door de Hongaarse autoriteiten. Op 17 juni 2013 werd Csatáry aangeklaagd wegens oorlogsmisdaden. In Slowakije werd door sommigen aangedrongen op uitlevering van Csatáry aan dat land.
In augustus 2013 overleed Csatáry op 98-jarige leeftijd in een Hongaars ziekenhuis aan de gevolgen van een longontsteking.